# Змиенец
Змиенец (укр. Зміїнець) — село в Луцкой городской общине Луцкого района Волынской области Украины.
Код КОАТУУ — 0722883703. Население по переписи 2001 года составляет 1350 человек. Почтовый индекс — 45632. Телефонный код — 332. Занимает площадь 1,93 км².